# María Belón
María Belón Alvárez (Madrid, 12 de maio de 1966) é uma médica, porta-voz e advogada, conhecida por sobreviver ao Sismo e tsunami do Oceano Índico de 2004 com o marido Enrique (Quique) e três filhos Lucas, Simón e Tomás Belón. Ela foi retratada no filme O Impossível em 2012 por Naomi Watts, que recebeu uma indicação ao Oscar por sua atuação como Melhor Atriz.

## Biografia

### Vida pessoal
María Belón Alvárez, da Espanha, é uma ex-médica, agora advogada e porta-voz para as vítimas do Sismo e tsunami do Oceano Índico de 2004. Ela perdeu parte da perna no tsunami quando ela estava de férias com sua família na Tailândia e quase morreu.

### Carreira
Ela estava muito envolvida com as filmagens de O Impossível e estava no set na Tailândia para a realização do filme nos mesmos locais originais do tsunami. Ela passou muito tempo com Naomi Watts e ajudou-a a se preparar para o papel. María escolheu Naomi Watts a desempenhar ela no filme, afirmando que Watts era sua atriz favorita, depois de ver o filme 21 Grams. Ela também trabalhou com o roteirista Sergio G. Sánchez para garantir a sua história foi devidamente contada.
María apareceu em inúmeros programas de televisão, incluindo Charlie Rose e The View, discutindo sua experiência de fazer o filme e experiência de sua família, do tsunami. Ela foi sincera no que diz respeito que a sua história de sobrevivência não é a única, e ela é um dos muitos que sofreram e sobreviveram. Ela agora trabalha como um advogada para aqueles que ainda se recuperam dos efeitos do tsunami.